# Microsoft InfoPath
Microsoft InfoPath fue una aplicación usada para desarrollar formularios de entrada de datos basados en XML. Su primera publicación, InfoPath 2003, fue como parte de Microsoft Office 2003; después, en julio del 2004, se publicó InfoPath 2003 Service Pack 1. La última publicación, Infopath 2013, fue lanzada dentro del conjunto de programas Microsoft Office 2013. Inicialmente se le dio el nombre "Xdocs". La principal característica de Infopath es la habilidad de poder crear y ver documentos XML con soporte para XML Schema. Infopath puede conectarse a sistemas externos usando servicios web XML a través de MSXML y el SOAP Toolkit, back-end y sistemas middle-tier pudiendo configurar la comunicación usando estándares de servicios web como SOAP, UDDI y WSDL. Su última versión es InfoPath 2013; sin soporte desde abril de 2023.